# Daniel Bigham
Daniel John Bigham (Newcastle-under-Lyme, 2 oktober 1991) is een Brits wielrenner die tot 2021 reed voor Ribble Pro Cycling. Anno 2022 is hij performance engineer bij de wielerploeg Ineos-Grenadiers.

## Carrière
Bigham won in 2018 de ploegenachtervolging tijdens de wereldbeker-wedstrijd in Minsk. Dat zelfde jaar nam hij namens Engeland deel aan de Gemenebestspelen waar hij zesde werd op de achtervolging. In het baanwielrennen heeft hij verschillende Britse titels gewonnen.
In 2019 nam Bigham deel aan de wereldkampioenschappen wielrennen in Harrogate en behaalde hij met de Britse ploeg een derde plaats op de gemengde ploegenestafette.
Op 1 oktober 2021 verbeterde Bigham in Grenchen het Brits uurrecord van Bradley Wiggins met bijna 200 meter, maar kwam 800 meter te kort voor het werelduurrecord van Victor Campenaerts. Een dag eerder verbrak Bighams verloofde Joscelin Lowden op dezelfde wielerbaan wel het werelduurrecord voor vrouwen.
Op 19 augustus 2022 slaagde de 30-jarige Bigham alsnog erin het werelduurrecord van Campenaerts met bijna 500 meter meer te breken. Op de wielerbaan van Grenchen in Zwitserland legde hij een afstand van 55,548 kilometer af. Bigham had geen profcontract meer, maar hij werd ondersteund door de wielerploeg Ineos-Grenadiers waar hij werkzaam was als performance engineer. In oktober verbeterde de Italiaanse Filippo Ganna dat record met 56,792 km op dezelfde wielerbaan op een 3D-geprinte fiets. Samen met Ethan Hayter, Oliver Wood en Ethan Vernon veroverde Bigham de wereldtitel tijdens de ploegenachtervolging op de WK in Saint-Quentin-en-Yvelines. Tijdens de wereldkampioenschappen van 2023 in Glasgow eindigde Bigham in de achtervolging op de tweede plaats, achter Filippo Ganna.

## Palmares

### Wegwielrennen
2016
3e Beaumont Trophy
2019
 Wereldkampioenschap, gemengde ploegenestafette

### Belangrijkste resultaten baanwielrennen
| Jaar | BK                                         | EK                                   | WK                   | OS | WB                                                              | NC                            | Overig                                                             |
| ---- | ------------------------------------------ | ------------------------------------ | -------------------- | -- | --------------------------------------------------------------- | ----------------------------- | ------------------------------------------------------------------ |
| 2017 | achtervolging · 1km · ploegenachtervolging |                                      |                      |    | Minsk: · ploegenachtervolging                                   |                               | Trofeu Literio Augusto Marques: 1km Grenchen: ploegenachtervolging |
| 2018 | achtervolging · ploegenachtervolging       |                                      |                      |    | Milton: · ploegenachtervolging · Londen: · ploegenachtervolging |                               | Grenchen: ploegenachtervolging                                     |
| 2019 | ploegenachtervolging · achtervolging       |                                      |                      |    |                                                                 |                               |                                                                    |
| 2020 | ploegenachtervolging · 1km · achtervolging |                                      |                      |    |                                                                 |                               |                                                                    |
| 2021 |                                            |                                      |                      |    |                                                                 |                               |                                                                    |
| 2022 | achtervolging                              |                                      | ploegenachtervolging |    |                                                                 |                               | UCI werelduurrecord · Gemenebestspelen: · ploegenachtervolging     |
| 2023 |                                            | achtervolging · ploegenachtervolging | achtervolging        |    |                                                                 | Milton · ploegenachtervolging |                                                                    |
| 2024 |                                            | achtervolging                        | achtervolging        |    |                                                                 |                               |                                                                    |

## Ploegen
- 2019 –  Ribble Pro Cycling
- 2020 –  Ribble Pro Cycling
- 2021 –  Ribble Pro Cycling